# Lepidogalaxias salamandroides
Famille
Genre
Espèce
Statut de conservation UICN

 EN  : En danger
Lepidogalaxias salamandroides est une espèce de poissons osseux de la famille des Lepidogalaxiidae. C'est la seule espèce du genre Lepidogalaxias (monotypique) et de la famille des Lepidogalaxiidae (également monotypique).

## Répartition
Lepidogalaxias salamandroides est endémique des mares d'eau acide des tourbières du sud-ouest de l'Australie occidentale, entre le fleuve Blackwood et la Kent River (en).

## Description
La taille maximale connue pour Lepidogalaxias salamandroides est de 74 mm pour les mâles et de 67 mm pour les femelles. Sa taille habituelle est d'environ 40 mm.
Ce poisson a la particularité de pouvoir s'enfouir dans le sable quand les mares dans lesquelles il vit se dessèchent. Contrairement aux espèces du genre Galaxias, ses plus proches parents (famille des Galaxiidae), ce poisson possède des écailles. De plus, c'est le seul poisson qui puisse remuer sa tête. Ainsi, comme il a une visibilité restreinte, il peut surveiller les alentours en remuant la tête plutôt qu'en bougeant les yeux. Il peut ainsi plier la nuque grâce aux premières vertèbres qui sont séparées par de larges hiatus.
La femelle pond une centaine d’œufs en eau peu profonde lorsque les pluies sont à leur plus forte intensité, entre mai et août. Son cycle de vie pourrait ne pas dépasser un an.